# Wang Hanlun
En una onomàstica xinesa Wang es el cognom i Hanlun el prenom.
Wang Hanlun (xinès simplificat: 王漢倫) (Suzhou 1903 -  Shanghai 1978) Productora i actriu de cinema xinesa. Considerada com una de les primeres grans estrelles del cinema de la Xina.

## Biografia
Wang Hanlun, de nom real Peng Jianqing (彭剑青), també coneguda com Helen Wang. Va néixer el 31 de desembre 1903 a Suzhou, província de Jiangsu. Es va criar a Wuhu, província d'Anhui. Era la setena filla d'una família adinerada i la filla predilecte del seu pare. El seu pare no va tenir l'opció de fer l'examen imperial, però va  obtenir una plaça com a director general de l'Oficina de Promoció d'Inversions d'Anhui. Quan Wang tenia la família es va traslladar a Shanghai, i ella va entrar a  estudiar a una escola missionera per a noies, la Sainte-Marie College, on va començar a aprendre anglès i estudiar literatura occidental. A l'escola es va canviar el nom pel de Helen. Abans de graduar-se, els seus dos pares van morir, deixant-la a càrrec del seu germà gran, que aviat la va casar amb un home que treballava a les mines de carbó sino-japoneses a Fengtian (ara Shenyang) que es trobava a més de mil kilometres de distància de Shanghai. Helen, va  tenir problemes amb el marit, i especialment no va acceptar la col·laboració de l'empresa d'ell amb el invasors japonesos; va demanar el divorci i s'en va tornar a Shanghai. Com que el seu germà no estava disposat a acollir-la de nou, va anar a viure amb la seva padrina i va aconseguir feina , primer com a professora en una  escola de i desprès com a mecanògrafa a Siming Foreign Company, una empresa del grup British American Tobacco.

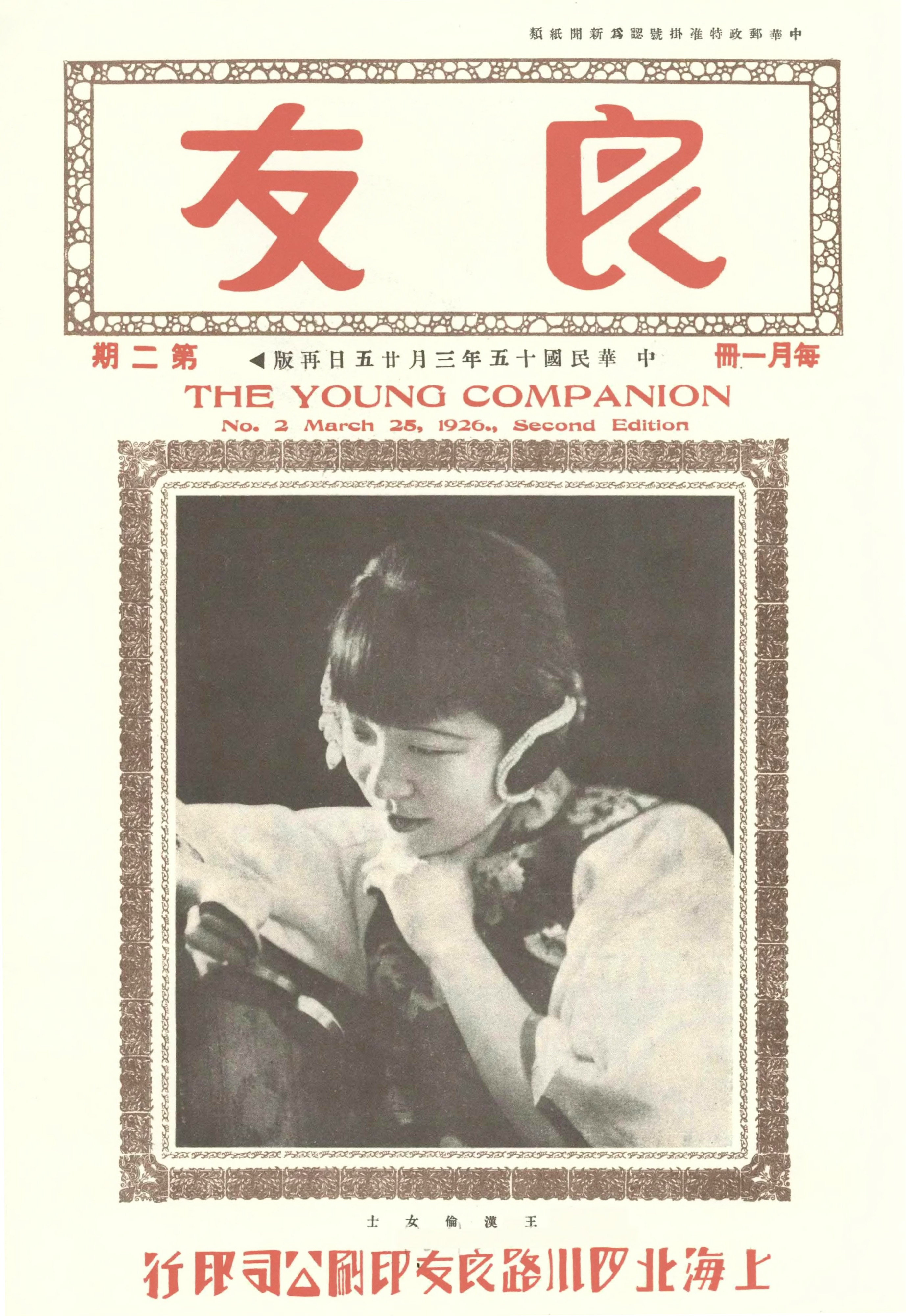
Wang en la portada de la revista The Young Companion, 1926

Va morir a Shanghai el 17 d'agost de 1978.

#### Carrera cinematogràfica

##### Mingxing
Va començar la seva carrera l'any 1923, deu anys després que en la història del cinema xinès,un paper femení fos interpretat per primera vegada per una actriu  Yan Shanshan (严珊珊) i a on encara es mantenia la tradició de les representacions operístiques, on els papers femenins els interpretaven homes.
El 1922, gràcies a un amic seu que coneixia a Ren Jinping, un dels fundadors de Mingxing, va poder visitar els estudis mentre s'estava fent "El romanç d'un comerciant ambulant" (劳工之), una de les primeres produccions de la productora , dirigida per Zhang Shichuan, cofundador de la companyia. Ell que, fins aleshores, només havia treballat amb actors de teatre, al conèixer a Wang , va trobar que ella tenia un aspecte molt natural i el posat ideal per interpretar el paper principal a la pel·lícula que estava preparant: "L'orfe salva al seu avi" (孤儿救祖记). Després de fer una audició i d'haver superat les proves, va ser acceptada amb un contracte que li prometia 500 iuans per a la pel·lícula i un sou de 20 iuans al mes. La família de Peng Jianqing no va aprovar la decisió de la seva filla, per considerar que la feina d'actriu era de baixa categoria, i ella es va canviar el nom pel de Wang Hanlun.
El director Zhang Shichuan va recordar anys més tard que Wang era una de les poques  "摩登奴郎" (noies modernes/elegants de l'època; la seva forma de vestir i  el seu  maquillatge van impressionar profundament a ell i als seus col·legues. Els seus coneixements lingüístics, —ser capaç de parlar mandarí i anglès a més del dialecte de Shangahi - van potenciar la seva imatge de modernitat. Wang no només va mostrar amb valentia els seus peus lliures a la pantalla durant el rodatge d'una pel·lícula el 1926, sinó que també es va tallar els cabells llargs davant de la càmera, van ser un testimoni més de la imatge de noia moderna.
A "L'orfe salva al seu avi", interpreta el paper d'una dona valenta que perd el seu marit, és calumniada i humiliada, però malgrat tot continua criant el seu fill. Va ser un exemple de la "dona nova", econòmicament independent i responsable. En la pel·lícula va tenir l'oportunitat de filmar amb Zhang Shichuan, però també amb Zheng Zhengqiu que havia escrit el guió.
El 1924 va fer dues pel·lícules més, 玉梨魂 (Jade Pear Spirit) i 苦兒弱女  (The Poor Children) , a les dues fent un paper tràgic de vídua. Aquestes tres pel·lícules li van fer guanyar el títol de "l'actriu xinesa ideal per a la tragèdia" o també se l'ha va  nomenar la  "Lillian Gish xinesa". Tot i deixar la seva feina com a mecanògrafa per treballar a temps complet per Mingxing, l'empresa no li va pagar el sou promès. Desil·lusionada, Helen va marxar a treballar amb la Great Wall Pictures Company.

##### Great Wall Film Company
Hi va fer tres pel·lícules. La primera  "The Abandoned Woman" (弃妇), codirigida el 1924 per Li Zeyuan (李泽源) i Hou Yao (侯曜), amb un guió de Hou Yao adaptat de la obra del teatre homònim de Li Zeyuan. El paper principal de Zhifang (芷芳) –influït pel paper de Nora Helmer en l'obra d'Henrik Ibsen, "Casa de nines"., també explica el cas d'una dona abandonada pel seu marit. Ella fuig amb la seva minyona Cailan (采兰), interpretada per Pu Shunqing (濮舜卿), i acaba trobant feina en una llibreria. Les dificultats i els obstacles trobats, tant per ella com per Cailan, les van animar a apropar-se al moviment pels drets de les dones en què van participar activament. Després d'això, el marit de Zhifang torna, intentant reconciliar-se amb ella, cosa que ella rebutja. Aleshores la calumnia per fer-la perdre la feina. Va morir en la pobresa en un petit convent de monges, somiant amb un món menys hostil a les dones. La pel·lícula va tenir un gran èxit, sobretot gràcies a la interpretació de les dues actrius, i va contribuir a la notorietat de la companyia.
El 1925 van seguir altres dues pel·lícules del mateix tipus de crítica social centrades en la temàtica del lloc de la dona a la societat: "Entre l'amor i el deure filial" (摘星之女) i "El somni del boudoir" (春).闺梦里人), ambdues dirigides per Li Zeyuan, però la segona codirigida amb Mei Xuechou,i en ambdós casos amb Wang en el paper principal.
Malgrat l'èxit comercial de les dues pel·lícules, va tornar a tenir problemes amb els pagaments acordats, va demandar l'empresa, i va  tornar a canviar de companyia.

##### Tianyi Film Company
A Tianyi Film Company, el 1926 va interpretar el paper principal a "A Virtuous Daughter" (好寡妇)  i va poder actuar al costat de les altres dues grans actrius de l'època, Hu Die (胡蝶) i Wu Suxin (吴素馨), en el gran èxit de Tianyi : “Actrius de cinema” (电影女明星). Encara va protagonitzar altres dues pel·lícules però també amb problemes pel pagament. Les darreres experiències la van convèncer finalment de fundar la seva pròpia empresa.

##### Hanlun Film Company
Wang Hanlun va intentar alliberar-se d'un sistema que no li permetia prosperar fundant la seva pròpia empresa. Halun Film Company. Només va produir una pel·lícula: 女伶復仇記 (La venjança de l'actriu) protagonitzada per ella, amb un guió de Bao Tianxiao i dirigida per Bu Wancang. Va ser pràcticament una empresa d'una sola dona. Va contractar el director, però amb l'ajuda del que seria un important director, Cai Chusheng, va haver de fer-se càrrec de tots els altres aspectes de la producció, inclosa l'edició i la postproducció. Amb l'ajuda d'un projector manual, va acabar d'editar la pel·lícula a casa.Va portar la pel·lícula de gira i la va projectar a més d'una dotzena de ciutats. El film va  tenir molt èxit, pero Wang es va retirar com si li fos suficient haver demostrat que una dona també podia tenir la seva pròpia empresa.  Wang va recordar en unes memòries: "Vaig comprar el guió per 800 iuans i un projector. Vaig muntar la pel·lícula poc a poc a casa, i la vaig retallar a poc a poc. Després de quaranta dies de treball dur, finalment ho vaig aconseguir”
La pel·lícula s'ha definit com un "melodrama familiar" escrit a l'estil literari de l'escola dels ànecs mandarins i de les papellones, que simpatitzaven entre d'altres, amb la idea de l'amor lliure en una època en què el matrimoni concertat encara era una pràctica habitual a la Xina.
Un dels biògrafs d'Helen, Shen Ji, explica com, amb els diners obtinguts amb la gira, va poder pagar al seu marit la seva quota de divorci, superant-la amb 1.000 iuans per accelerar el procés. Amb el que quedava, va prendre lliçons d'una empresa de cosmètica francesa i va obrir el seu propi negoci, el "Saló de Bellesa Hanlun". El seu primer client no va ser un altre que Hu Die (Butterfly Wu) la seva coprotagonista a The Movie Actresses, que estava en camí de convertir-se en l'actriu regnant de la Xina de l'època. El saló de Wang va prosperar sota la fama de l'antiga estrella i va funcionar amb èxit fins que l'ocupació japonesa va aturar els negocis el 1937.  Va tancar l'establiment i durant la guerra va subsistir venent mobles i roba.
Ja el 1925, va escriure: En la tradició xinesa, les dones depenen dels homes i, per tant, no poden resoldre els patiments que senten a casa. M'agrada que les dones tinguin un esperit independent, i per "independent" vull dir autosuficient. Per aconseguir-ho, una dona necessita trobar una feina adequada; en cas contrari, la paraula independència és buida. Abans de ser independent, havia patit molt amb la meva pròpia família i sentia que la vida no tenia sentit ".

##### Darrers anys
El 1950, Wang va  tornar al cinema als Shanghai Film Studio, però com a actriu, no va poder adaptar-se als papers de proletaris típics del període revolucionari. De fet, cap actor xinès de primera generació ho podria fer.
El 1950, a Kunlun Film Company va interpretar el paper molt breu de l'emperadriu vídua Cixi (慈禧太后) a "La vida de Wu Xun" (武训传) de Sun Yu. Atacada violentament, la pel·lícula va ser l'objectiu d'una de les campanyes més virulentes de Mao, que  en aquell moment va arruïnar la carrera del director. Wang Hanlun només va protagonitzar una escena curta, però va desaparèixer de l'escena durant vuit anys.
Va tornar a fer una breu aparició el 1958 a la penúltima pel·lícula de Sun Yu, "La llegenda de Lu Ban" (鲁班的传说), i el mateix any a "La gran onada" (热浪奔腾) de Tao Jin (陶).金), després va dir el seu darrer adéu al cinema.
Durant la Revolució Cultural, tot i que Wang Hanlun s'havia retirat, va poder evitar que li confisquessin la casa i alguns dels materials cinematogràfics que havia guardat durant molts anys, van ser saquejats.

## Filmografia destacada
| Any  | Títol xinès | Títol anglès                                      | Paper           | Director                 |
| ---- | ----------- | ------------------------------------------------- | --------------- | ------------------------ |
| 1923 | 孤兒救祖記  | Orphan Rescues His Grandfather                    | Yu Weiyu        | Zhang Shichuan           |
| 1924 | 玉梨魂      | Jade Pear Spirit / Spirit of the jade pear        |                 | Zhang Shichuan           |
| 1924 | 苦兒弱女    | The Poor Children                                 |                 | Zhang Shichuan           |
| 1924 | 棄婦        | The World Against Her                             | Zhiruo          | Li Zeyuan i Hou Yao      |
| 1925 | 摘星之女    | Star-Plucking Girl / Between Love and Filial Duty |                 | Li Zeyuan i Mei Xhuechou |
| 1925 | 春閨夢裏人  | The Person in the Boudoir Dream                   |                 | Li Zeyuan i Mei Xhuechou |
| 1926 | 好寡妇      | A Widow ó The Abandoned Wife                      | Zhifang (芷芳)  | Li Zeyuan i Hou Yao      |
| 1926 | 一個小工人  | Child Laborer                                     |                 |                          |
| 1926 | 電影女明星  | The Movie Actresses                               |                 | Shao Zuiweng             |
| 1927 | 空門賢媳    | A Virtuous Buddhist Daughter-in-Law               |                 |                          |
| 1929 | 女伶復仇記  | Revenge of an Actress                             |                 | Bu Wancang               |
| 1950 | 武訓轉      | The Life of Wu Xun                                | Emperadriu Cixi | Sun Yu                   |
| 1958 | 魯班的傳説  | The Legend of Lu Ban                              |                 | Sun Yu                   |
| 1958 | 热浪奔腾    | A Great Upsurge                                   |                 |                          |